# Jerzy Jankowski (profesor)
Jerzy Adam Kazimierz Józef Jankowski (ur. 22 września 1933 we Włocławku, zm. 18 sierpnia 2020 w Warszawie) – polski uczony, profesor nauk fizycznych. Specjalizował się w geofizyce i geomagnetyzmie.

## Życiorys
Absolwent Uniwersytetu Warszawskiego (rocznik 1955). Pracę magisterską napisał pod kierunkiem Romana Teisseyre. Doktoryzował się w 1965. Habilitował się w 1972. Stopień profesora nauk fizycznych nadano mu w 1988.
Członek korespondent krajowy Polskiej Akademii Nauk od 1986, członek rzeczywisty tej instytucji od 1994. Był również członkiem Warszawskiego Towarzystwa Naukowego. Pracownik Instytutu Geofizyki PAN. Dyrektor Instytutu w latach 1974–2004, przewodniczący Rady Naukowej Instytutu w latach 2006–2010. Członek Prezydium PAN (1989–2002, 2007–2010). Sekretarz i Przewodniczący Wydziału VII Nauk o Ziemi i Nauk Górniczych PAN (1989–1998). Członek Komitetu Geofizyki PAN (od 1968) i Komitetu Badań Polarnych przy Prezydium PAN (1980–2007).
Wśród wypromowanych przez niego doktorów znaleźli się: Barbara Popielawska (1985), Waldemar Jóźwiak (2000).
Syn Józefa i Marii. Pochowany na cmentarzu Powązki Wojskowe w Warszawie (kwatera B18-8-15).

## Wybrane prace
Był recenzentem i promotorem wielu prac z zakresu geofizyki, w tym między innymi:
- Podłoże wschodniej części Karpat polskich w świetle interpretacji danych magnetotellurycznych
- Teoretyczne i praktyczne aspekty zastosowania metod geofizycznych w terenowej prospekcji archeologicznej
- Niskoczęstotliwościowe fale plazmowe w aktywnych obszarach magnetosfery ziemskiej
- Transformacje i wizualizacja danych pól potencjalnych
- Ślady dwoistości mechanizmu powstawania i strukturyzacji warstwy plazmowej w magnetosferze Ziemi – studium oparte o analizę danych z satelity Prognoz-8
- Analiza wskaźników aktywności magnetycznej na podstawie danych z Obserwatorium w Belsku
- Podłoże magnetyczne w pomorskim segmencie strefy szwu transeuropejskiego
- Nowa metoda inwersji globalnych danych elektromagnetycznych i jej zastosowania do badania przewodnictwa w płaszczu Ziemi
- Dynamika strumieni protonów zewnętrznego pola radiacyjnego – badanie na podstawie danych z satelity Interkosmos-5

## Nagrody i wyróżnienia
W trakcie swojej kariery naukowej uhonorowany wieloma nagrodami i wyróżnieniami, między innymi:
- Nagrodą Wydziału Nauk Matematycznych, Fizycznych i Chemicznych PAN,
- Nagrodą Sekretarza Naukowego PAN, Zespołową Nagrodą Państwowej Rady do spraw Wykorzystania Energii Jądrowej,
- Nagroda Naukowa im. Mikołaja Kopernika miasta Krakowa (2000),
- Złotym Krzyżem Zasługi (1969),
- Krzyżem Kawalerskim Orderu Odrodzenia Polski (1977),
- Krzyżem Oficerskim Orderu Odrodzenia Polski (1984),
- Krzyżem Komandorskim Orderu Odrodzenia Polski (1999)[8],
- Medalem Prezydium Słowackiej Akademii Nauk.